# 日本のボディビルダー
日本のボディビルダー（にほんのボディビルダー）は、そのほとんどがアマチュアであるが、一部はトレーニング・サプリメント関連企業とスポンサー契約を結んだりタレントとして活動しており、近年ではIFBB等のプロ団体と契約を結び、日本国外で活躍する選手も存在する。

## 傾向
日本の主だった大会での審査では、筋量よりも均整美・カット（絞り込み）を重要視する傾向が強い。ほとんどの選手がナチュラル（薬物を使わない）であり、それも前述の傾向に関係していると思われる。以前は、メジャーな国際大会での優勝者も少数だが存在したが、最近の国際大会での成績は低迷している。国際大会と国内大会での審査基準が微妙に異なることと、国内大会に比べ日本国外の薬物検査があまり厳密でないことが原因である。
日本ではボディビルそれ自体を職業として生活することは非常に困難であり、ごく少数の例外を除けば、ほかに仕事を持ち、忙しい生活の中からトレーニングの時間を捻出してボディビルを続けている者がほとんどである。よって、経済的に報われることもなく、世界大会で入賞する実力を持っていながら、本業が忙しいために、若くして引退しなければならなくなった者も少なくない。2003年、山岸秀匡が日本人初のIFBBプロカードを取得し、2005年にプロデビューした。2016年にはIFBBアーノルドクラシック212ポンドクラスで優勝した他、IFBBサクラメント3位などの実績を残した。
ボディビルの大会に出場するためには、当然のことながら大会の前後数日間は仕事を休まなければならない。会社勤めをする者にとって、そのような長期に休みを取ることは難しく、また大会直前に突発的に大きな仕事が入れば、泣く泣く出場を諦めなければならない場合もある。まだ日本ではボディビルという競技はマイナーな存在で、マラソン大会などに比べて会社からの理解・協力を得にくい。

## 日本のボディビル団体
日本のボディビルの団体は大きく分けると4団体存在し、各団体が主催するコンテストに参加するにはその団体に登録しなければならず、ほかの団体が主催するコンテストに参加するとなんらかの罰則を科せられる場合がある。
- 社団法人 日本ボディビル連盟 (JBBF)
  - 都道府県単位でJBBFの下位組織が存在する
  - 日本社会人ボディビル連盟 (JSBB) - JBBF下位組織
- 特定非営利活動法人 日本ボディビルディング連盟 (NBBF)
- 特定非営利活動法人 日本フィジーク委員会 (JPC)
- 学生ボディビル連盟・学生パワーリフティング連盟（学連）

## 日本のボディビルダー一覧
本項ではプロ選手およびそれに準ずる選手、国内外のコンテストで活躍している著名なアマチュア選手を挙げる。

### 男子
- 相川浩一
- 相澤飛鳥 - 翼の双子の兄。マッチョ29のメンバー。2016年全日本学生ボディビル選手権準優勝。
- 相澤翼 - 飛鳥の双子の弟。「マッチョ29の元メンバー。
- 相澤隼人 - 飛鳥・翼の弟。2018年、2019年全日本学生ボディビル選手権優勝。2021年、2022年日本ボディビル選手権優勝
- 秋元綱介
- 朝生照雄 - 1982年アジアボディビルディング選手権男子85kg以下級優勝、1997年アジア・ミックスド・ペアボディビル選手権で朝生記子と組み優勝、1997年アジアボディビルディング選手権男子マスターズ優勝、1999年アジアボディビルディング選手権男子マスターズ70kg超級優勝、2002年アジア・マスターズボディビル選手権優勝。
- アニマル浜口
- 粟井直樹
- 石井直方
- 石村勝巳
- 池田富雄
- 井上浩
- 今村孝文
- 上野克彦 - 1995年アジアボディビル選手権80キロ級準優勝、1997年アジアボディビル選手権80キロ級第3位、第30代ミスター東京優勝、1996年ジャパンオープン優勝。
- 遠藤光男 - 1965年ミスター日本コンテスト3位、1966年ミスター日本コンテスト優勝、1967年IFBBミスター・ユニバース部門別3位。
- 大河原久典
- 小川典秀 - 1992年アジアボディビルディング選手権男子ジュニア75kg以下級優勝。
- 小野豊 - 2008年・2010年 NPC Mr.ロサンゼルス ヘビー級3位。
- 春日俊彰 - 本業はお笑いコンビ・オードリーのボケ担当。2015年東京オープン75kg超級5位。
- 片川淳 - 2004年アジア・マスターズボディビル選手権優勝。
- 金澤利翼
- 金城正秀 - 1986年アジアボディビルディング選手権男子65kg以下級優勝。
- 紙田由紀夫
- 川村茂
- ガリ中島
- 川上昭雄 - 1983年、1985年アジア・ボディビルディング選手権男子65kg以下級優勝。
- 元祖ムキムキマン - 対馬誠二
- 木澤大祐 - 『ジュラシック木澤』として、オードリーの漫才にも度々その名が登場することで知られている。第70回日本選手権で悲願の初優勝
- 菊地正幸
- 窪田登
- 國井裕平
- 合戸孝二
- 小沼敏雄 - 男子日本ボディビル選手権14回優勝・13連覇。
- 小山裕史
- 近藤賢司
- 斉藤隆広- 1966年度（日本ウェイト・リフティング協会主催）ミスター全日本／ミスター社会人
- 佐々木晋
- 佐々木卓
- 軸丸謙吾
- 重岡寿典 - 2012年日本クラス別65㎏級チャンピオン
- 清水泰地 - 2015年NPC Mr.ロサンゼルス スーパーヘビー級2位（日本人初）
- 下田雅人
- 末永和政
- 須江正尋
- 杉田茂
- 鈴木雅　- 2016年ボディビル世界選手権80kg級優勝
- 須藤孝三 - NABBA Mr.Univetse ミディアムクラス（1975年、1976年）。
- 須山翔太郎
- 末光健一 - IFBB Mr.Universe ショートクラス（1972年）。
- 高西文利 - 1992年アジアボディビルディング選手権男子85kg以下級優勝。
- 田代誠 - 男子日本ボディビル選手権4連覇。
- 高瀬恵造
- 高田一也
- 丹治正悟 - 2007年福島県大会優勝。
- 津田宏
- 鳥谷剣 - 実兄はプロ野球選手の鳥谷敬。
- なかやまきんに君
- 内藤隆之
- 根子渉
- 乃村雅之 - The National Physique Committee (NPC) Amateur bodybuilder[1]
- 林久
- 畠山知規 -2006年岩手県ボディビル選手権ミスター岩手3位、岩手県ボディビル・フィットネス連盟ボディビルビル指導員（二級2015）
- 廣田俊彦
- 前川武宣
- マッスル北村 - 北村克己
- 宮野成夫
- 宮畑豊
- 森信誉司
- 谷野義弘 - 1996年、2000年アジアボディビルディング選手権男子75kg以下級優勝。
- 山岸秀匡 - 2003年、日本人初のIFBBプロボディビルダーとなる。2016年、IFBBアーノルドクラシック212ポンドクラス優勝。
- 山本昌弘
- 山本義徳 - 1995年、NPCアイアンマン・アイアンメイデン優勝。
- 簗瀬憲光
- 横川尚隆
- 若木竹丸

### 女子
- 浅見由理香 - 1997年アジア女子ボディビル選手権48kg以下級優勝。
- 朝生記子 - 1997年アジア・ミックスド・ペアボディビル選手権で朝生照雄と組み優勝。
- 飯島ゆりえ
- 石川祐子
- 井上裕子
- 上野結花 - 1996年アジア女子ボディビル選手権46kg以下級優勝。
- 大垣純子 - 1986年、1989年アジア女子ボディビル選手権52kg以下級優勝、1996年アジア女子ボディビル選手権58kg以下級優勝、1997年アジア女子ボディビル選手権55kg超級優勝。
- 神田知子
- 木村孝子（1992年アジア女子ボディビル選手権75kg超級優勝。
- 斉藤円（2004年アジア・ミスフィットネス選手権160cm超級優勝、アジア・ミスボディフィットネス選手権160cm超級優勝。
- 須藤ゆき（1986年アジア女子ボディビル選手権57kg以下級優勝。
- 関根由美
- 高橋明美 - 1991年、1992年アジア女子ボディビル選手権57kg以下級優勝。
- 辻紀子
- 西本朱希
- 西脇美智子
- 浜口京子最年少ボディビル経験者。
- 廣田ゆみ - 1993年アジア女子ボディビル選手権57kg超級優勝、1997年アジア女子ボディビル選手権58kg超級優勝、2001年、2004年アジア女子ボディビル選手権58kg以下級優勝。
- 水間詠子
- 山中輝世子